# Calostreptus carinatus
Calostreptus carinatus är en mångfotingart som beskrevs av Carl Graf Attems 1928. Calostreptus carinatus ingår i släktet Calostreptus och familjen Spirostreptidae. Inga underarter finns listade i Catalogue of Life.